# Списак римских царева
Римски цареви су били владари Римског царства од давања имена и титуле Октавијану Августу од римског Сената 27. пре Христа па надаље. Август је задржао фасаду републиканске владавине, одбацујући монархијске титуле, али себе називајући princeps senatus (први човек Сената) и princeps civitatis (први грађанин државе). Августова титула је додељена његовим наследницима на царском положају, а цареви су постепено постајали све монархичнији и ауторитарнији. 
Стил владавине који је успоставио Август назива се принципат и наставио се до касног трећег или почетка четвртог века. Модерна реч "цар" потиче од титуле император, коју је војска доделила успешном генералу; током почетне фазе царства, титулу су углавном користили само принцепс. На пример, Августово званично име је било Imperator Caesar Divi Filius Augustus. Територија под командом императора развила се у периоду Римске републике када је извршила инвазију и окупирала већи део Европе и делове северне Африке и Блиског истока. Под републиком, Сенат и народ Рима су овластили гувернере провинција, који су одговарали само њима, да управљају областима царства. Главни магистрати републике били су два конзула бирана сваке године; Конзули су и даље бирани у царском периоду, али је њихова власт била подређена царској, који је такође контролисао и одређивао њихов избор. Често су за конзуле бирани сами цареви, или блиска породица. 
После кризе трећег века, Диоклецијан је повећао ауторитет цара и усвојио титулу „доминус ностер“ (наш господар). Успон моћних варварских племена дуж граница царства, изазов који су поставили за одбрану далеких граница, као и нестабилна империјална сукцесија, довели су Диоклецијана да географски подели управу Царства са суавгустом 286. 330. године, Константин Велики, цар који је примио хришћанство, успоставио је другу престоницу у Византији, коју је преименовао у Константинопољ. Историчари сматрају да је период владавине царства почео или са Диоклецијаном или Константином, у зависности од аутора. Током већег дела периода од 286. до 480. године, било је више од једног признатог вишег цара, са поделом обично заснованом на географским регионима. Ова подела је доследно постојала након смрти Теодосија И 395. године, коју историчари датирају као поделу између Западног римског царства и Источног римског царства. Међутим, формално Царство је остало јединствена држава, са одвојеним ко-царевима на одвојеним дворовима. 
Пад Западног римског царства датира се или из де факто датума 476. године, када су Ромула Августула збацили германски Херули предвођени Одоакром, или де јуре датума 480. године, након смрти Јулија Непота, када је источни цар Зенон окончао признање посебног западног суда. Историчари царство у вековима који су уследили обично називају „Византијско царство“, оријентисано на хеленску културу и којим су управљали византијски цареви. „Византијско“ је каснија историографска ознака и означава је становнике и цареве царства. Континуирано одржаван римски идентитет, ова ознака се не користи универзално и наставља да буде предмет специјалистичке дебате. Под Јустинијаном, у шестом веку, велики део западног царства је поново заузет, укључујући Италију, Африку и део Шпаније. Током векова након тога, већина царских територија је изгубљена, што је на крају ограничило царство на Анадолију и Балкан. Линија царева се наставила све до смрти Константина XI Палеолога при паду Константинопоља 1453. године, када су преостале територије освојили Турци Османлије предвођени султаном Мехмедом II. Након освајања, Мехмед се прогласио за kayser-i Rûm („Цезар Римљана“), тако да тврдећи да је нови цар, тврдњу коју су задржали наредни султани. Конкурентне тврдње о сукцесији Римског царства такође су прослеђивале разне друге државе и царства, као и бројни каснији претенденти. 
Следи списак римских царева од 31. године п. н. е. до 476. године н. е. 

### Јулијевско-клаудијевска династија(27. п.н.е – 68. н.е.)
| Портрет | Име                                                   | Владавина                                                                    | Сукцесија | Животни детаљи |
| ------- | ----------------------------------------------------- | ---------------------------------------------------------------------------- | --- | --- |
| bust    | Октавијан Caesar Augustus                             | 16. јануар 27. п. н. е. – 19. август 14. н.е. (40 година, 7 месеци и 3 дана) | Унук и усвојени син Јулија Цезара. Постепено је добијао даљу моћ кроз донације и уставне нагодбе са римским сенатом. | 23. септембар 63. п. н. е. – 19. август 14. н.е. (старости 75) Рођен као Гај Октавије; први пут изабран за римског конзула 19. августа 43. п. н. е. Умро вероватно природном смрћу. |
| bust    | Тиберије Tiberius Caesar Augustus                     | 17. септембар 14. – 16. март 37. (22 године, 5 месеци и 27 дана)             | Посинак, бивши зет и усвојеник Октавијана Августа.                                                                   | 16. новембар 42. п. н. е. – 16. март 37. н.е. (старости 77) Умро је вероватно природном смрћу, наводно убијен на подстрек Калигуле.                                                 |
| bust    | Калигула Gaius Caesar Augustus Germanicus             | 18. март 37. н.е. – 24. јануар 41. н.е. (3 године, 10 месеци и 6 дана)       | Унук и усвојени наследник Тиберија, праунук Октавијана Августа,                                                      | 31. август 12 н.е. – 24. јануар 41. н.е. (старости 28) Убијен у завери у којој су учествовали преторијанска гарда и сенатори.                                                       |
| bust    | Клаудије Tiberius Claudius Caesar Augustus Germanicus | 24. јануар 41. н.е. – 13. октобар 54. н.е. (13 година, 8 месеци и 19 дана)   | Калигулин ујак, Августов нећак, проглашен за цара од стране Преторијанске гарде и прихваћен од Сената.               | 1. август 10. п. н. е. – 13. октобар 54. н.е. (старости 63) Започео је римско освајање Британије. Вероватно га је отровала жена Агрипина, у корист њеног сина Нерона.               |
| bust    | Нерон Nero Claudius Caesar Augustus Germanicus        | 13. октобар 54. н.е. – 9. јун 68. н.е. (13 година, 7 месеци и 27 дана)       | Унук, посинак, зет и усвојеник Клаудијев, пра-праунук Августов.                                                      | 15. децембар 37. н.е. – 9. јун 68. н.е. (старости 30) Извршио је самоубиство након што га је напустила Преторијанска гарда и био осуђен на смрт од стране Сената.                   |

### Година четири цара
| Портрет | Име                                          | Владавина                                       | Сукцесија | Животни детаљи |
| ------- | -------------------------------------------- | ----------------------------------------------- | --- | --- |
| bust    | Галба Servius Galba Caesar Augustus          | 8. јун 68, – 15. јануар 69. (7 месеци и 7 дана) | Гувернер Хиспаније Тараконесис, побунио се против Нерона и преузео власт након његовог самоубиства, уз подршку Сената и Преторијанске гарде.    | 24. децембар 3. п. н. е. – 15. јануар 69. (старост 72) Убили су га војници преторијанске гарде у пучу који је предводио Отон. |
| bust    | Отон Marcus Otho Caesar Augustus             | 15. јануар – 16. април 69. (3 месеца и 1 дан)   | Преузео власт пучем против Галбе. | 28. април 32. – 16. април 69. (старост 36) Извршио самоубиство након што је изгубио битку код Бедриакума од Вителија.         |
| bust    | Вителије Aulus Vitellius Germanicus Augustus | 19. април – 20. децембар 69. (8 месеци и 1 дан) | Гувернер Германије Инфериор, проглашен за цара од стране рајнских легија 2. јануара у супротности са Галбом и Отоном, касније признат од Сената | 24. септембар 15. – 20/22. децембар 69. (старост 54) Убијен од стране Веспазијанових трупа.                                   |

### Флавијевска династија (69–96)
| Портрет | Име                                    | Владавина                                                    | Сукцесија                                                                                                | Животни детаљи                                                                                                  |
| ------- | -------------------------------------- | ------------------------------------------------------------ | --- | --- |
| bust    | Веспазијан Caesar Vespasianus Augustus | 21. децембар 69 – 23. јун 79 (9 година, 6 месеци и 2 дана)   | Проглашен од стране источних легија 1. јула 69. у супротности са Вителијевом, касније признат од Сената. | 17. новембар 9. – 23. јун 79. (старост 69) Умро од дизентерије.                                                 |
| bust    | Тит Titus Caesar Vespasianus Augustus  | 24. јун 79 – 13. септембар 81 (2 године, 2 месеца и 20 дана) | Син Веспазијанов.                                                                                        | 30. децембар 39. – 13. септембар 81. (старост 41) Умро природном смрћу                                          |
| statue  | Домицијан Caesar Domitianus Augustus   | 14. септембар 81 – 18. септембар 96 (15 година и 4 дана)     | Титов брат и Веспазијанов син.                                                                           | 24. октобар 51. – 18. септембар 96. (старост 44) Убијен у завери судских званичника, вероватно у вези са Нервом |

### Нерва-Антонинска династија (96–192)
| Портрет | Име                                                                        | Владавина                                                                    | Сукцесија | Животни детаљи |
| ------- | -------------------------------------------------------------------------- | ---------------------------------------------------------------------------- | --- | --- |
| bust    | Нерва Nerva Caesar Augustus                                                | 18. септембар 96. – 27. јануар 98. (1 година, 4 месеца и 9 дана)             | Проглашен за цара од Сената након убиства Домицијана. | 8. новембар 30. – 27. јануар 98. (старост 67) Први од „пет добрих царева“. Умро природном смрћу                                                                  |
| bust    | Трајан Caesar Nerva Traianus Augustus                                      | 28. јануар 98. – 7/11. август 117. године (19 година, 6 месеци и 10/14 дана) | Усвојени Нервин син. | 18. септембар 53 – 7/11 август 117. године (старост 63) Први неиталијански цар. Његова владавина означила је географски врхунац царства. Умро природном смрћу.   |
| statue  | Хадријан Caesar Traianus Hadrianus Augustus                                | 11. август 117 – 10. јул 138. године (20 година, 10 месеци и 29 дана)        | Трајанов рођак, наводно усвојен на самрти. | 24. јануар 76. – 10. јул 138. године (старост 62) Завршио римски експанзионизам. Уништена Јудеја након масовне побуне. Умро природном смрћу.                     |
| bust    | Антонин Пије Titus Aelius Hadrianus Antoninus Pius                         | 10. јул 138. – 7. март 161. године (22 године, 7 месеци и 25 дана)           | Усвојени син Хадријана. | 19. септембар 86. – 7. март 161. године (старост 74) Умро природном смрћу.                                                                                       |
| bust    | Марко Аурелије Marcus Aurelius Antoninus                                   | 7. марта 161. – 17. марта 180. године (19 година и 10 дана)                  | Зет и усвојеник Антонина Пија. До 169. владао заједно са својим усвојеним братом, Луцијем Вером, први пут када је више царева делило власт. Од 177. владао заједно са својим сином Комодом. | 26. април 121 – 17. март 180 (старост 58) Последњи од „пет добрих царева“; такође један од најрепрезентативнијих стоичких филозофа. Умро природном смрћу.        |
| bust    | Луције Вер Lucius Aurelius Verus                                           | 7. март 161 – јануар/фебруар 169 (7 година и 11 месеци)                      | Усвојени син Антонина Пија, заједничког цара са својим усвојеним братом Марком Аурелијем.                                                                                                   | 15. децембар 130 – почетак 169. (старост 38) Умро природном смрћу                                                                                                |
| bust    | Комод Marcus Aurelius Commodus Antoninus / Lucius Aelius Aurelius Commodus | 17. март 180. – 31. децембар 192. (12 година, 9 месеци и 14 дана)            | Син Марка Аурелија. Проглашен за ко-цара 177. године, са 16 година, поставши први император који је уздигнут за живота претходника.                                                         | 31. август 161. – 31. децембар 192. године (старост 31) Задављен на смрт у завери у којој су учествовали његов преторијански префект Лаетус и љубавница Марсија. |

### Година пет царева (193)
| Портрет | Име                                           | Владавина                                             | Сукцесија | Животни детаљи                                                                                            |
| ------- | --------------------------------------------- | ----------------------------------------------------- | --- | --- |
| bust    | Пертинакс Publius Helvius Pertinax            | 1. јануар – 28. март 193. године (2 месеца и 27 дана) | Градски префект Рима након Комодове смрти, постављен за цара од стране преторијанског префекта Лаета, уз сагласност Сената. | 1. август 126 – 28. март 193. године (старост 66) Убили су га побуњени војници Преторијанске гарде.       |
| bust    | Дидије Јулијан Marcus Didius Severus Julianus | 28. март – 1. јун 193. год (2 месеца и 4 дана)        | Победио на аукцији коју је одржала Преторијанска гарда за положај цара.                                                     | 30. јануар 133. – 1/2. јуна 193. године (старост 60) Убијен по налогу Сената, по налогу Септимија Севера. |

### Династија Севера (193–235)
| Портрет | Име                                                       | Владавина                                                               | Сукцесија | Животни детаљи |
| ------- | --------------------------------------------------------- | ----------------------------------------------------------------------- | --- | --- |
| bust    | Септимије Север Lucius Septimius Severus Pertinax         | 9. април 193. – 4. фебруар 211. године (17 година, 9 месеци и 26 дана)  | Гувернер Горње Паноније, проглашен за цара од стране панонских легија након убиства Пертинакса.                                                         | 11. април 145. – 4. фебруар 211. године (старост 65) Први неевропски цар. Умро природном смрћу.                                                                          |
| bust    | Каракала Marcus Aurelius Antoninus                        | 4. фебруар 211. – 8. април 217. године (6 година, 2 месеца и 4 дана)    | Син Септимија Севера, проглашен за ко-цара 28. јануара 198. године, са 10 година. Наследио је заједно са својим братом Гетом 211.                       | 4. април 188. – 8. април 217. године (старост 29) Прво дете цар. Дао римско држављанство свим слободним становницима царства. Убио га је војник на Мацринусов подстицај. |
| bust    | Гета Publius Septimius Geta                               | 4. фебруар 211. – 19./26. децембар 211. године (10 месеци и 15/22 дана) | Син Септимија Севера, проглашен за ко-цара у октобру 209, наследио је заједно са својим старијим братом Каракалом.                                      | 7. марта 189. – 19./26. децембра 211. године (старост 22) Убијен по налогу свог брата Каракале.                                                                          |
|         |                                                           |                                                                         | | |
| bust    | Макрин Marcus Opellius Severus Macrinus                   | 11. април 217. – 8. јун 218. године (1 година, 1 месец и 28 дана)       | Преторијански префект Каракале, прихваћен за цара од стране војске и Сената након што је организовао смрт свог претходника у страху за сопствени живот. | с. 165 – јун 218 (старост око 53) Први не-сенатор који је постао цар, и први цар који није посетио Рим након приступања. Погубљен током побуне трупа у корист Елагабала. |
| coin    | Дијадуменијан (§) Marcus Opellius Antoninus Diadumenianus | Крајем маја – јун 218. (мање од месец дана)                             | Макринов син, кога је отац именовао за ко-цара након избијања побуне у корист Елагабала.                                                                | 14. септембар 208. – јун 218. године (старост 9) Ухваћен у бекству и погубљен у корист Елагабала.                                                                        |
|         |                                                           |                                                                         | | |
| bust    | Елагабал Marcus Aurelius Antoninus                        | 16. маја 218. – 12. марта 222. године (3 године, 9 месеци и 24 дана)    | Рођак и наводни Каракалин ванбрачни син, проглашен за цара од стране побуњених легија у опозицији са Макрином на подстицај његове баке Јулије Маесе.    | 203/204 – 11/12. марта 222. године (старост 18) Убијен од стране преторијанске гарде заједно са својом мајком, вероватно на подстицај Јулије Маесе.                      |
| bust    | Александар Север Marcus Aurelius Severus Alexander        | 13. март 222. – 21. март 235. године (13 година и 8 дана)               | Рођак и усвојени наследник Елагабала. | 1. октобар 208. – 21. март 235. године (старости 26) Линчован од побуњених трупа, заједно са својом мајком.                                                              |

### Криза трећег века (235–285)
| Портрет | Име                                                               | Владавина                                                               | Сукцесија | Животни детаљи |
| ------- | ----------------------------------------------------------------- | ----------------------------------------------------------------------- | --- | --- |
| bust    | Максимин Трачанин Gaius Julius Verus Maximinus                    | око 235. март – око јуна 238 (3 године и 3 месеца)                      | Германске легије су га прогласиле за цара након убиства Севера Александра.                                                                  | око 172–180 – око јуна 238 (старост око 58–66) Први обичан човек који је постао цар. Убили су га његови људи током опсаде Аквилеје.                       |
| bust    | Гордијан I Marcus Antonius Gordianus Sempronianus Romanus         | око. април – око, мај 238 (22 дана)                                     | Проглашен за цара заједно са својим сином Гордијаном II, док је служио као гувернер Африке, у побуни против Максимина, и признат од Сената. | око. 158 (?) – око. мај 238 (старост око 80) Најстарији цар у време његовог уздизања. Извршио самоубиство када је чуо за смрт свог сина.                  |
| coin    | Гордијан II Marcus Antonius Gordianus Sempronianus Romanus        | око. април – око. мај 238 (22 дана)                                     | Проглашен за цара заједно са својим оцем Гордијаном I, током побуне у Африци против Максимина.                                              | око. 192 – око. мај 238. (старост око 46) Најкраћи цар у историји. Погинуо испред Картагине у борби против војске лојалне Максимину I.                    |
| bust    | Пупијен Marcus Clodius Pupienus Maximus                           | око. мај – око. август 238. (99 дана)                                   | Проглашен за цара заједно са Балбином од Сената након смрти Гордијана I и II, за разлику од Максимина.                                      | око. 164 – око. август 238 (старост око 74) Мучен и убијен од стране преторијанске гарде.                                                                 |
| bust    | Балбин Decimus Caelius Calvinus Balbinus                          | око. мај – око. август 238. (99 дана)                                   | Проглашен за цара заједно са Пупијеном од Сената након смрти Гордијана I и II, за разлику од Максимина.                                     | ц. 178 – ц. августа 238. године (старост око 60) Мучен и убијен од стране преторијанске гарде.                                                            |
| bust    | Гордијан III Marcus Antonius Gordianus                            | око. август 238 – око. фебруара 244. године (око. 5 година и 6 месеци)  | Унук Гордијана I, кога су Пупијен и Балбин поставили за наследника, после чије смрти је наследио као цар                                    | 20. јануар 225. – око. фебруара 244. године (старости 19) Умро током кампање против Персије, вероватно у завери за убиство коју је подстакао Филип I.     |
| bust    | Филип Арабљанин Marcus Julius Philippus                           | око. фебруар 244 – септембар/октобар 249 (c. 5 година и 7/8 месеци)     | Преторијански префект под Гордијаном III, преузео је власт након његове смрти.                                                              | око. 204 – 249. септембар/октобар (старости око 45) Погинуо у бици код Вероне, против Деција.                                                             |
| bust    | Филип Цезар "Млађи" (§) Marcus Julius Severus Philippus           | јул/август 247 – септембар/октобар 249 (c. 2 године и 2 месеца)         | Син Филипа I, постављен за ко-цара. | око. 237 – септембар/249. октобар (старости око 12) Убијен од стране преторијанске гарде                                                                  |
| bust    | Трајан Деције Gaius Messius Quintus Traianus Decius               | септембар/октобар 249 – јун 251 (c. 1 година и 8/9 месеци)              | Проглашен за цара од стране трупа у Мезији, затим поразио и убио Филипа I у бици.                                                           | око. 190/200 – јун 251 (старости око 50/60) Погинуо у бици код Абрита, против Гота.                                                                       |
| coin    | Хереније Етрускус (§) Quintus Herennius Etruscus Messius Decius   | Мај/јун – јун 251 (мање од месец дана)                                  | Син Децијев, постављен за ко-цара. | Непознато – јун 251. Погинуо у бици код Абрита заједно са оцем.                                                                                           |
| bust    | Требонијан Гал Gaius Vibius Trebonianus Gallus                    | јун 251 – око. август 253 (око. 2 године и 2 месеца)                    | Сенатор и генерал, проглашен за цара после смрти Деција и Херенија Етруска.                                                                 | око. 206 – око. августа 253. године (старости 47) Убијен од стране сопствених трупа у корист Емилијана.                                                   |
| coin    | Хостилијан (§) Gaius Valens Hostilianus Messius Quintus           | око. јун – око. јула 251. године (око. 1 месец)                         | Млађи Децијев син, којег је отац назвао цезаром, а Требонијан Гал прогласио га за ко-цара                                                   | Непознато – око. јула 251. године Умро од куге или га је убио Требонијан Гал.                                                                             |
| bust    | Волусијан (§) Gaius Vibius Afinius Gallus Veldumnianus Volusianus | око. август 251 – око. августа 253. године (2 године)                   | Галов син, постављен за ко-цара. | око. 230 – око. августа 253. године (старости око 23) Убили су га војници, заједно са оцем.                                                               |
| coin    | Емилијан Marcus Aemilius Aemilianus                               | око. јул – око. септембра 253. године (око 2 месеца)                    | Заповедник у Мезији, прогласили су га за цара његови војници након што су победили варваре, за разлику од Гала.                             | око. 207 – око. септембра 253. године (старости око 46) Убијен од стране сопствених трупа у корист Валеријана.                                            |
| coin    | Силбанак ( ) Mar. Silbannacus                                     | око. септембар/октобар 253. (?) (веома кратко?)                         | Нејасна фигура позната само из кованог новца, можда је накратко владала у Риму између Емилијана и Валеријана.                               | Ништа познато |
| bust    | Валеријан Publius Licinius Valerianus                             | око. септембар 253 – око. јуна 260. године (око. 6 година и 9 месеци)   | Заповедник војске у Ретији и Норику, проглашен за цара од легија насупрот Емилијану.                                                        | око. 200 – после 262 (?) Заробљен у Едеси од стране персијског краља Шапура I, умро у заточеништву, вероватно приморан да прогута растопљено злато.       |
| bust    | Галијен                                                           | око. септембар 253 – око. септембар 268. године (око. 15 година)        | Син Валеријана, постављен за заједничког цара. Једини цар након Валеријановог заробљавања 260. године                                       | 218 – око. септембар 268. (старости 50) Суочен са више побуна и варварских инвазија. Убијен у завери војних официра, укључујући Клаудија II и Аурелијана. |
| coin    | Салонин (§) Publius Licinius Cornelius Saloninus Valerianus       | јесен 260 (око. 1 месец)                                                | Галијенов син, кога је отац прогласио за цезара, а преторијански префект Силван прогласио за цара док га је Постум опседао.                 | Непознато – крајем 260. Убили су га трупе лојалне Постуму.                                                                                                |
| coin    | Клаудије II Готски Marcus Aurelius Claudius                       | око. септембар 268 – око. априла 270. године (око. 1 година и 7 месеци) | Заповедник војске у Илирији, проглашен за цара после Галијенове смрти.                                                                      | 10. мај 214. – око. априла 270. године (старости око 55) Умро од куге.                                                                                    |
| coin    | Квинтил Marcus Aurelius Claudius Quintillus                       | око. април – мај/јун 270 (17–77 дана)                                   | Брат Клаудија II, проглашен за цара после његове смрти.                                                                                     | Непознато – 270. Извршио самоубиство или убијен по Аурелијановом налогу.                                                                                  |
| coin    | Аурелијан Lucius Domitius Aurelianus                              | око. мај 270 – око. октобра 275. године (око. 5 година и 5 месеци)      | Врховни командант римске коњице, проглашен за цара од стране дунавских легија након смрти Клаудија II, за разлику од Квинтила.              | 9. септембар 214. – око. октобра 275. године (старости 61) Поново ујединио Римско царство. Убијен од стране преторијанске гарде.                          |
| bust    | Тацит Marcus Claudius Tacitus                                     | око. децембра 275 – око. јуна 276. године (око. 7 месеца)               | Наводни принцепс сенатус, кога је Сенат или, што је вероватније, његови војници у Кампанији прогласили за цара након Аурелијанове смрти     | око. 200 (?) – око. јун 276 (старости око 76) Умро од болести или можда убијен.                                                                           |
| coin    | Флоријан Marcus Annius Florianus                                  | око. јуна – септембра 276 (80–88 дана)                                  | Брат или, вероватније, Тацитов полубрат. | Непознато – септембар/октобар 276 Убијен од стране сопствених трупа у корист Проба.                                                                       |
| bust    | Проб Marcus Aurelius Probus                                       | око јуна 276. – око септембра 282. године (око. 6 г aодина и 3 месеца)  | Генерал; проглашен за цара од стране источних легија, за разлику од Флоријана.                                                              | 19. август 232. – око. септембра 282. године (старости 50) Убијен од стране сопствених трупа у корист Каруса.                                             |
| coin    | Кар Marcus Aurelius Carus                                         | око септембра 282 – око јула/августа 283 (c. 10 месеца)                 | Преторијански префект под Пробом, преузео је власт пре или после Пробовог убиства.                                                          | око. 224 (?) – око. јул/август 283. године (старости око 60) Умро у Персији, било од болести, атентата, или од удара грома.                               |
| bust    | Карин Marcus Aurelius Carinus                                     | Пролеће 283 – август/септембар 285 (2 године)                           | Каров син, именован за заједничког цара непосредно пре своје смрти. Успео заједно са Нумеријаном.                                           | око. 250 – август/септембар 285. године (старости око 35) Вероватно је погинуо у борби против Диоклецијана, вероватно су га издали његови војници.        |
| coin    | Нумеријан Marcus Aurelius Numerianus                              | око јула/августа 283. – новембар 284. године (1 година и 3/4 месеца)    | Каров син, наследио је заједно са Карином.                                                                                                  | око. 253 – 284. новембар (старости око 31) Умро док је марширао у Европу, вероватно од болести, вероватно убијен.                                         |

## Доминат

### Тетрархија (284–324)
| Портрет | Име                                                       | Владавина | Сукцесија | Животни детаљи |
| ------- | --------------------------------------------------------- | --- | --- | --- |
| bust    | Диоклецијан "Jovius" Gaius Aurelius Valerius Diocletianus | 20. новембар 284. – 1. мај 305. године (20 година, 5 месеци и 11 дана) Цело царство; а онда Источно                        | Командант царских телохранитеља, проглашен од војске након Нумеријанове смрти, наставио да се бори и да победи Нумеријановог брата, Карина.                             | 22. децембар ц 243 – 3 децембар ц 311 (старости око 68) Започео је последњи велики прогон хришћанства. Први цар који је добровољно абдицирао. Умро под нејасним околностима, вероватно самоубиство.     |
| bust    | Максимијан "Херкул" Marcus Aurelius Valerius Maximianus   | 1. април 286. – 1. мај 305. године (19 година и 1 месец; Запад) Крајем 306. – 11. новембра 308. године (2 године; Италија) | Уздигнут од Диоклецијана, владао западним провинцијама. | c. 250 – c. јул 310. (старости око 60) Абдицирао са Диоклецијаном, касније покушавајући да поврати власт са Максенцијем, а затим и од њега, пре него што је вероватно убијен по наређењу Константина I. |
| bust    | Галерије Gaius Galerius Valerius Maximianus               | 1. мај 305. – мај 311. године (6 година; Исток)                                                                            | Диоклецијан га је 293. уздигао за цезара, а наследио је као источни август након Диоклецијанове абдикације.                                                             | c. 258 – мај 311 (старости око 53) Умро природном смрћу. |
| bust    | Констанције I Хлор Marcus Flavius Valerius Constantius    | 1. маја 305. – 25. јула 306. године (1 година, 2 месеца и 24 дана; Запад)                                                  | Максимијанова веза женидбом, коју је Диоклецијан уздигао у цезара 293. године, наследила је као западни август након Максимијанове абдикације.                          | 31. март ц 250 – 25. јул 306 (старости 56) Умро природном смрћу. |
| coin    | Север II Flavius Valerius Severus                         | август 306 – март/април 307 (c. 8 месеци; Запад)                                                                           | Максимијан га је 305. уздигао у цезара, а Галерије је после смрти Констанција I унапредио у западни август.                                                             | Непознато – септембар 307 Предао се Максимијану и Максенцију, касније убијен или приморан да изврши самоубиство.                                                                                        |
| bust    | Максенције ( ) Marcus Aurelius Valerius Maxentius         | 28. октобар 306. – 28. октобар 312. године (6 година; Италија)                                                             | Син Максимијана и зет Галерије, преузео је власт у Италији уз подршку преторијанске гарде и свог оца након што је прешао у наследство. Није признато од осталих царева. | ц. 283 – 28. октобар 312. године (старости 29) Погинуо у бици на Милвијском мосту, против Константина I.                                                                                                |
| bust    | Лициније Valerius Licinianus Licinius                     | 11. новембар 308. – 19. септембар 324. године (15 година, 10 месеци и 8 дана) Запад; онда Исток                            | Галерије га је уздигао да замени Севера, у супротности са Максенцијем. Поразио Максимина Дазу у грађанском рату да би постао једини цар Истока 313.                     | c. 265 – ране 325 (старости око 60) Поражен, свргнут и погубљен од Константина I. |
| coin    | Максимин Даја Galerius Valerius Maximinus                 | 310 – ц. јула 313. године (3 године; Исток)                                                                                | Галеријев нећак, којег је Диоклецијан 305. уздигао у цезара, а његове трупе су га прогласиле августа 310.                                                               | 20. новембар ц. 270 – ц. јула 313. године (старости. 42) Поражен у грађанском рату против Лицинија, умро убрзо након тога.                                                                              |
| coin    | Валерије Валенс ( ) Aurelius Valerius Valens              | октобар 316 – ц. јануара 317. године (c. 2–3 месеца; Запад)                                                                | Заповедник границе у Дакији, коју је Лициније подигао насупрот Константину I.                                                                                           | Непознато – 317 Погубљен уочи мировног споразума између Лицинија и Константина. |
| coin    | Мартинијан ( ) Mar. Martinianus                           | јул – 19. септембар 324. године (2 месеца; Запад)                                                                          | Виши бирократа, којег је Лициније уздигао у опозицију са Константином I.                                                                                                | Непознато – 325 Збачен од Константина и протеран у Кападокију, касније погубљен. |

### Константинова династија (306–363)
| Портрет | Име                                                | Владавина                                                                                            | Сукцесија | Животни детаљи |
| ------- | -------------------------------------------------- | --- | --- | --- |
| bust    | Константин I"Велики" Flavius Valerius Constantinus | 25. јул 306. – 22. мај 337. године (30 година, 9 месеци и 27 дана) Запад; затим цело царство         | Син Констанција I, кога су очеве трупе прогласиле августом. Галерије га је 306. године прихватио за цезара, Максимијан је 307. унапредио у августа 307. године, одбио је деградацију у цезара 309. | 27. фебруар 272/273 – 22. мај 337. године (старости 64/65) Први хришћански цар и оснивач Цариграда. Једини владар Царства након пораза Максенција 312. и Лицинија 324. Умро природном смрћу, |
| statue  | Константин II Flavius Claudius Constantinus        | 9. септембар 337 – април 340 (2 године и 7 месеци; Запад)                                            | Син Константина I | ц фебруар 316 – април 340 (старости 24) Владао је преторијанском префектуром Галије. Убијен у заседи током рата против свог брата, Констанса I.                                              |
| bust    | Констанс I Flavius Julius Constans                 | 9. септембар 337. – јануар 350. године (12 година и 4 месеца; Средње и Западно царство)              | Син Константина I | 322/323 – јануар/фебруар 350. године (старости 27) У почетку је владао Италијом, Илириком и Африком, а затим западним царством након смрти Константина II. Збацио и убио Магненције,         |
| bust    | Констанције II Flavius Julius Constantius          | 9. септембар 337. – 3. новембар 361. године (24 године, 1 месец и 25 дана) Исток; затим цело царство | Син Константина I | 7. август 317. – 3. новембар 361. године (старости 44) У почетку је владао истоком, а затим целим царством након Магненцијеве смрти. Умро од грознице,                                       |
|         |                                                    | | | |
| coin    | Магненције ( ) Magnus Magnentius                   | 18. јануар 350. – 10. август 353. године (3 године, 6 месеци и 23 дана; Запад)                       | Проглашен за цара од стране трупа, за разлику од Констанса I. | ц. 303 – 10. августа 353. године (старости око 50) Извршио самоубиство након што је изгубио битку код Монс Селеукуса.                                                                        |
|         |                                                    | | | |
| coin    | Непоцијан ( ) Julius Nepotianus                    | 3. јун – 30. јун 350. год (27 дана; Запад)                                                           | Син Еутропије, ћерке Констанција I. Проглашен за цара у Риму за разлику од Магненција | Непознато – 30. јун 350 Ухваћен и погубљен од стране Магненцијевих присталица. |
|         |                                                    | | | |
| coin    | Ветранион ( )                                      | 1. март – 25. децембар 350. године (9 месеци и 24 дана; Запад)                                       | Констансов генерал у Илирику, признат од стране Илирских легија на рачун Магненција. | Непознато – ц. 356 Абдицирао у корист Констанција II, пензионисао се и умро 6 година касније.                                                                                                |
|         |                                                    | | | |
| coin    | Јулијан "Oтпадник" Flavius Claudius Julianus       | 3. новембар 361. – 26. јун 363. године (1 година, 7 месеци и 23 дана)                                | Проглашен од стране галске војске око фебруара 360. године, постао је једини цар након смрти свог рођака Констанција II.                                                                           | 331 – 26. јуна 363. године (старости 32) Последњи нехришћански цар. Смртно рањен током похода на Персију.                                                                                    |
|         |                                                    | | | |
| coin    | Јовијан Jovianus                                   | 27. јун 363. – 17. фебруар 364. године (7 месеци и 21 дан)                                           | Командант царске кућне гарде; проглашен за цара од војске после Јулијанове смрти. | 330/331 – 17. фебруар 364. године (старости 33) Вероватно је умро од удисања токсичних испарења или лошег варења.                                                                            |

### Валентинијанова династија (364–392)
| Портрет | Име                                   | Владавина                                                                                               | Сукцесија | Животни детаљи |
| ------- | ------------------------------------- | --- | --- | --- |
| coin    | Валентинијан I "Велики" Valentinianus | 25/26. фебруар 364. – 17. новембар 375. године (11 година, 8 месеци и 23 дана) Цело царство; онда Запад | Генерал; проглашен за цара од војске након Јовијанове смрти.                                                                                    | 321 – 17. новембар 375. године (старости 54) Последњи цар који је прешао Рајну у Германију. Умро је од можданог удара док је викао на изасланике.              |
| coin    | Валенс                                | 28. март 364 – 9. август 378 (14 година, 4 месеца и 12 дана; Исток)                                     | Брат Валентинијана I, којег је његов брат учинио источним царем (Валентинијан је задржао запад).                                                | ц 328 – 9. августа 378. године (старости скоро 50) Погинуо у бици код Адријанопоља.                                                                            |
|         |                                       | | | |
| coin    | Прокопије ( )                         | 28. септембар 365. – 27. мај 366. године (7 месеци и 29 дана; Исток)                                    | Рођак по мајци и намеравани наследник Јулијана; побунио се против Валенса и заузео Цариград, где га је народ прогласио за цара.                 | 326 – 27/28. маја 366. године (старости 40) Валенс га је свргнуо, ухватио и погубио.                                                                           |
|         |                                       | | | |
| coin    | Грацијан Gratianus                    | 17. новембар 375. – 25. август 383. године (7 година, 9 месеци и 8 дана; Запад)                         | Син Валентинијана I; проглашен западним ко-царем 24. августа 367. године, у 8. години. Цар сам по себи након Валентинијанове смрти.             | 18. април 359. – 25. август 383. године (старости 24) Убио га је Андрагатијус, официр Магнуса Максима.                                                         |
|         |                                       | | | |
| coin    | Магнус Максимус ( )                   | 25. август 383. – 28. август 388. године (5 година и 3 дана; Запад) са Виктором (383/387–388)           | Генерал, сродан Теодосијем I; године прогласиле су га за цара трупе у Британији. Кратко признато од Теодосија I и Валентинијана II.             | Непознато – 28. августа 388 Поражен од Теодосија I у бици код Саве, погубљен након предаје.                                                                    |
|         |                                       | | | |
| statue  | Валентинијан II Valentinianus         | 28. август 388. – 15. мај 392. године (3 године, 8 месеци и 17 дана; Запад)                             | Син Валентинијана I, проглашен за ко-цара 22. новембра 375. године, у доби од 4 године. Једини западни владар након пораза Магнуса Максима 388. | 371 – 15. маја 392. године (старости 20/21) Доминирали су регенти и ко-цареви током читаве његове владавине. Вероватно самоубиство, можда га је убио Арбогаст. |
|         |                                       | | | |
| coin    | Евгеније ( )                          | 22. август 392. – 6. септембар 394. године (2 године и 15 дана; Запад)                                  | Учитељ латинске граматике и реторике, секретар Валентинијана II. Арбогаст прогласио за цара.                                                    | Непознато – 6. септембра 394. године Поражен од Теодосија I у бици код Фригида и погубљен.                                                                     |

### Теодосијева династија (379–457)
| Портрет         | Име                                              | Владавина                                                                                          | Сукцесија | Животни детаљи |
| --------------- | ------------------------------------------------ | -------------------------------------------------------------------------------------------------- | --- | --- |
| bust            | Теодосије I"Велики"                              | 19. јануар 379. – 17. јануар 395. године (15 година, 11 месеци и 29 дана) Исток; онда цело царство | Генерал у пензији; проглашен источним царем од Грацијана. Владар читавог царства након смрти Валентинијана II.               | 11. јануара 346/347 – 17. јануара 395. године (старости 48/49) Последњи цар који је накратко владао двема половинама Царства после битке код Фригида. Умро природном смрћу. |
| bust            | Аркадије                                         | 17. јануар 395 – 1. мај 408. (13 година, 3 месеца и 14 дана; Исток)                                | Син Теодосија I; суцар од 16. јануара 383. Цар на истоку.                                                                    | 377 – 1. мај 408. (старости 31) Умро природном смрћу. |
| carved portrait | Хонорије                                         | 17. јануар 395. – 15. август 423. године (28 година, 6 месеци и 29 дана; Запад)                    | Син Теодосија I; коцар од 23. јануара 393. Цар на западу.                                                                    | 9. септембар 384. – 15. август 423. године (старости 38) Владао под неколико узастопних намесништва. Умро од едема.                                                         |
|                 |                                                  | | | |
| coin            | Константин III ( ) Flavius Claudius Constantinus | 407 – 411 (4 године; Запад) са Констансом (409–411)                                                | Обичан војник, проглашен за цара од стране трупа у Британији. Признао га Хонорије 409. Цар на западу.                        | Непознато – 411 (пре 18. септембра) Предао се Констанцију, Хоноријевом генералу, и абдицирао. Послат у Италију, али успут убијен.                                           |
|                 |                                                  | | | |
| bust            | Теодосије II                                     | 1. маја 408. – 28. јула 450. године (42 године, 2 месеца и 27 дана; Исток)                         | Син Аркадијев; суцар од 10. јануара 402. Цар на истоку                                                                       | 10. април 401. – 28. јул 450. (старости 49) Умро од пада са коња. |
|                 |                                                  | | | |
| coin            | Приск Атал ( )                                   | Касно 409 – лето 410 (мање од годину дана; Италија)                                                | Водећи члан Сената, кога је Аларик прогласио за цара након пљачке Рима. Цар на западу.                                       | Непознати животни век Аларик га свргнуо након помирења са Хоноријем. Покушао је поново да преузме трон 414–415, али је поражен и приморан на изгнанство; судбина непозната. |
|                 |                                                  | | | |
| coin            | Констанције III                                  | 8. фебруар – 2. септембар 421. године (6 месеци и 25 дана; Запад)                                  | Истакнути генерал под Хоноријем и муж Гале Плацидије, ћерке Теодосија I. Хонорије га је поставио за ко-цара. Цар на западу.  | Непознато – 2. септембра 421. Дефакто владар од 411; помогао је Хонорију да победи бројне узурпаторе и стране непријатеље. Умро од болести.                                 |
|                 |                                                  | | | |
| coin            | Јован ( )                                        | 20. новембар 423 – ц мај 425 (1 годину и по дана; Запад)                                           | Виши државни службеник, преузео власт у Риму и на западу након што је Теодосије II одложио именовање Хоноријевог наследника. | Непознато – ц маја 425. Ухваћен од стране Теодосија II, доведен у Цариград и погубљен.                                                                                      |
|                 |                                                  | | | |
| coin            | Валентинијан III Placidus Valentinianus          | 23. октобар 425 – 16. март 455 (29 година, 4 месеца и 21 дан; Запад)                               | Син Констанција III, унук Теодосија I и праунук Валентинијана I, постављен за цара запада од Теодосија II.                   | 2. јула 419. – 16. марта 455. године (старости 35) Суочен са инвазијом Хуна. Убили су их Оптелас и Траустелас, Ецијеве слуге.                                               |
| coin            | Маркијан Marcianus                               | 25. август 450 – 27. јануар 457 (6 година, 5 месеци и 2 дана; Исток)                               | Војник и службеник, проглашен за цара након што се оженио Пулхеријом, ћерком Аркадијевом. Цар на истоку.                     | 391/392 – 27. јануар 457. године (старости 65) Умро након дужег периода болести.                                                                                            |

### Последњи владари Западног римског царства
| Слика | Име              | Рођење        | Наследник                      | Владавина                            | Смрт             | Дужина владавине |
| ----- | ---------------- | ------------- | ------------------------------ | ------------------------------------ | ---------------- | ---------------- |
|       | Петроније Максим | око 396.      | Усвојени син Теодосија II      | 17. март 455 - 31. мај 455.          | 31. мај 455.     | 2 месеца         |
|       | Авит             | око 385.      | Петронијев војсковођа          | 9. јул 455. – 17. октобар 456.       | након 456.       | 1 година         |
|       | Мајоријан        | новембар 420. |                                | април 457. – 2. август 461.          | 7. август 461.   | 4 година         |
|       | Либије Север     | ?             | Поставио га Рикимер            | новембар 461 - август 465.           | август 465.      | 4 године         |
|       | Антемије         | око 420.      | Усвојени син Маркијана         | 12. април 467. – 11. јул 472.        | 11. јул 472.     | 5 година         |
|       | Олибрије         | око 420.      | Усвојени син Валентинијана III | 11. јул 472. – 2. новембар 472.      | 2. новембар 472. | 4 месеца         |
|       | Глицерије        | ?             |                                | март 473. – јун 474.                 | након 480.       | 1 година         |
|       | Јулије Непот     | око 430.      | Рођак Лава Трачког             | јун 474 - 28. август 475.            | 480.             | 1/6 година       |
|       | Ромул Августул   | око 460.      | Син Флавија Орестеса           | 31. октобар 475. - 4. септембар 476. | непознато        | 11 месеци        |

## Каснији источни владари (457–1453)

### Лавова династија (457–518)
| Портрет         | Име                     | Владавина                                                              | Сукцесија                                                                                   | Животни детаљи |
| --------------- | ----------------------- | ---------------------------------------------------------------------- | ------------------------------------------------------------------------------------------- | --- |
| bust            | Лав I "Месар"           | 7. фебруар 457. – 18. јануар 474. (16 година, 11 месеци и 11 дана)     | Војни официр нижег ранга; изабрао магистер милитум Аспар да наследи Маркијана               | 400/401 – 18. јануар 474 (старости 73) Први цар кога је крунисао цариградски патријарх. Умро од дизентерије.            |
| coin            | Лав II "Млађи"          | 18. јануар – новембар 474. (10 месеци)                                 | Унук Лава I и син Зенонов; ко-цар од 17. новембра 473. године                               | 467 – новембар 474. (старости 7) Најмлађи цар у време његове смрти. Умро од болести.                                    |
| coin            | Зенон                   | 29. јануар 474 .– 9. јануар 475. (11 месеци и 11 дана)                 | Муж Аријадне, ћерка Лава I и отац Лава II. Крунисан за старијег ко-цара уз одобрење Сената. | 425 – 9 April 491 (старости 65) Побегао је у Исаурију пред побуном коју су предводили његова свекрва Верина и Василиск. |
| coin            | Василиск                | 9. јануар 475. – август 476. (1 година и 7 месеци) са Марком (475–476) | Брат Верине, супруге Лава I. Проглашен за цара од сестре против Зенона и заузео Цариград.   | Непознато – 476/477 Смењен од Зенона по повратку у Цариград; затворен у пресушеном резервоару и умро од глади.          |
| coin            | Зенон (друга владавина) | Август 476. – 9. април 491. (14 година и 8 месеци)                     | Поново преузео престо уз помоћ генерала Илуса.                                              | 425 – 9. април 491 (старости 65) Видео крај Западног римског царства. Умро од дизентерије или епилепсије.               |
| carved portrait | Анастасије I "Dicorus"  | 11. април 491. – 9. јул 518. (27 година, 2 месеца и 28 дана)           | Владин званичник; изабран од Аријадне, са којом се оженио, да наследи Зенона.               | 430/431 – 9. јул 518 (старости 88) Најстарији цар у време његове смрти. Умро природном смрћу.                           |

### Јустинијанова династија (518–602)
| Портрет         | Име                                                | Владавина                                                                                 | Сукцесија                                                        | Животни детаљи |
| --------------- | -------------------------------------------------- | ----------------------------------------------------------------------------------------- | ---------------------------------------------------------------- | --- |
| coin            | Јустин I Justinus                                  | 9/10. јул 518. – 1. август 527. године (9 година и 23 дана)                               | Војник; војска га прогласила царем после смрти Анастасија I.     | 450 – 1. август 527 (старост 77) Умро природном смрћу. |
| mosaic          | Јустинијан I "Велики" Petrus Sabbatius Justinianus | 1. април 527 – 14. новембар 565 (38 година, 7 месеци и 13 дана)                           | Нећак и усвојеник Јустина I.                                     | 482 – 14. новембар 565 (старост 83) Привремено је поново освојио половину Западног римског царства, укључујући и Рим. Умро природном смрћу.                                    |
| coin            | Јустин II Justinus                                 | 14. новембар 565 – 5. октобар 578 (12 година, 10 месеци и 21 дан)                         | Син Вигилантије, сестра Јустинијана I.                           | Непознато – 5. октобар 578 Изгубио је већи део Италије од Лангобарда до 570. Доживео је напад деменције 574. године, након чега су владу водили регенти. Умро природном смрћу. |
| coin            | Тиберије II Константин Tiberius Constantinus       | 26. септембар 578 – 14. август 582 (3 године, 10 месеци и 19 дана)                        | Усвојени син Јустина II.                                         | Средина 4. века – 14. август 582 Умро је након изненадне болести, наводно након што је случајно појео лошу храну.                                                              |
| coin            | Маврикије Mauricius Tiberius                       | 13. август 582 – 27. новембар 602 (20 година, 3 месеца и 14 дана) са Tеодосијем (590–602) | Супруг Константине, ћерке Тиберија II.                           | 539 – 27. новембар 602. године (старости 63) Ухваћен и погубљен од стране трупа лојалних Фоки.                                                                                 |
|                 |                                                    |                                                                                           |                                                                  | |
| statue portrait | Фока Focas                                         | 23. новембар 602 – 5. октобар 610 (7 година, 10 месеци и 12 дана)                         | Центурион у војсци; проглашен за цара од трупа против Маврикија. | 547 – 5. октобар 610. године (старости 63) Свргнут, а затим погубљен по Ираклијевом наређењу.                                                                                  |

### Хераклијанска династија (610–695)
| Портрет            | Име                                                                                | Владавина                                                                                          | Сукцесија | Животни детаљи |
| ------------------ | ---------------------------------------------------------------------------------- | -------------------------------------------------------------------------------------------------- | --- | --- |
| miniature portrait | Ираклије I Ἡράκλειος                                                               | 5. октобар 610 – 11. фебруар 641 (30 година, 4 месеца и 6 дана)                                    | Син Ираклија Старијег, егзарха Картагине. Предводио је побуну против Фоке.                                               | 574/575 – 11. фебруар 641. године (старост 66) Завршио је Персијске ратове, али је претрпео губитак Леванта од стране муслимана. Умро природном смрћу. |
| coin               | Ираклије Константин (Константин III) Heraclius Constantinus Ἡράκλειος Κωνσταντῖνος | 11. фебруар – 25. мај 641. године (3 месеца и 14 дана)                                             | Ираклијев син; ко-цар од 22. јануара 613. године.                                                                        | 3. маја 612. – 25. маја 641. године (старости 29) Умро од туберкулозе.                                                                                 |
| coin               | Ираклије II Heraclius, Ἡράκλειος                                                   | 25. мај – 5. новембар (?) 641 (5 месеци и 11 дана) са Тиберије-Давидом, Ираклијев син (641.)       | Ираклијев син; савладар од 4. јула 638. Савладар са Константином и потом једини цар под регентством своје мајке Мартине. | 626 – непознато Смењен, осакаћен и прогнан, каснија судбина непозната.                                                                                 |
| coin               | Констанс II "Брадати" Constantinus, Κωνσταντῖνος                                   | Септембра 641. – 15. јула 668. године (26 година и 10 месеци)                                      | Син Ираклија Константина; Хераклон је прогласио ко-цара са 11 година.                                                    | 7. новембар 630 – 15. јул 668 (старости 37) Изгубљен Египат 641. Убијен на Сицилији док се купао од стране Мезезијевих присталица.                     |
| mosaic             | Константин IV Constantinus, Κωνσταντῖνος                                           | Септембар 668 – 10. јул (?) 685. године (16 година и 10 месеци) са Ираклијем и Тиберијем (659–681) | Син Констанса II; коцар од 13. априла 654. године.                                                                       | Отприлике 650 – 10. јул (?) 685 (старости око 35) Победио прву арапску опсаду Константинопоља. Умро од дизентерије.                                    |
| mosaic             | Јустинијан II "Rhinotmetus" Iustinianus, Ἰουστινιανός                              | Јул 685 – 695. године (10 година)                                                                  | Син Константина IV. | 668/669 – 4. новембар 711 (старости 42) Леонтије га 695. свргнуо и осакатио (отуда и његов надимак, „Прорезани нос“); вратио се на престо 705. године  |

### Двадесетогодишња анархија (695–717)
| Портрет | Име                                                                     | Владавина | Сукцесија                                                                              | Животни детаљи |
| ------- | ----------------------------------------------------------------------- | --- | -------------------------------------------------------------------------------------- | --- |
| coin    | Леонтије Λέων(τιος)                                                     | 695 – 698 (3 године) | Генерал; свргнут Јустинијан II.                                                        | Непознато – 15. фебруар (?) 706 Изгубљена Африка и Картагина за муслимане. Збацио Тиберије III 698., а касније погубио Јустинијан II 706.                                  |
| coin    | Тиберије III Τιβέριος                                                   | 698 – 21. август (?) 705 (7 године)                                                                                      | Генерал; проглашен за цара од трупа против Леонтија                                    | Непознато – 15. фебруар (?) 706 Јустинијан II га је свргнуо и касније погубио заједно са Леонтијем.                                                                        |
| coin    | Јустинијан II "Rhinotmetus" Iustinianus, Ἰουστινιανός (друга владавина) | 21. август (?) 705 – 4. новембар 711. године (6 година, 2 месеца и 14 дана) са Тиберијем, сином Јустинијана II (706–711) | Поново преузео престо уз помоћ Хазара.                                                 | 668/669 – 4. новембар 711. године (старост 42) Убили су га Филипикове присталице након бекства из Константинопоља.                                                         |
| coin    | Филипик Filepicus, Φιλιππικός                                           | 4. новембар 711. – 3. јун 713. године (1 година, 6 месеци и 30 дана)                                                     | Генерал; проглашен за цара од трупа против Јустинијана II.                             | Непознато – 20. јануар 714/715 Смењен и ослепљен у корист Анастасија II, касније умро природном смрћу                                                                      |
| coin    | Анастасије II Artemius Anastasius Ἀρτέμιος Ἀναστάσιος                   | 4. јун 713 – јесен 715 (мање од 2 године)                                                                                | Виши дворски чиновник, проглашен за цара после Филиповог свргавања                     | Непознато – 1. јуна 719 Абдицирао код Теодосија III после шестомесечног грађанског рата, замонашивши се. Одрубљен од стране Лава III након покушаја да поново преузме трон |
| coin    | Теодосије III Θεοδόσιος                                                 | Јесен 715 – 25. март 717 (мање од 2 године)                                                                              | Порезник, вероватно син Тиберија III; проглашен за цара од трупа против Анастасија II. | Непознати животни век Смењен од стране Лава III, након чега се замонашио. Његова каснија судбина је непозната.                                                             |

### Исавријанска династија
| Портрет | Име                                  | Владавина                                                                                         | Сукцесија | Животни детаљи |
| ------- | ------------------------------------ | ------------------------------------------------------------------------------------------------- | --- | --- |
| coin    | Лав III "Исавријанац" Λέων           | 25. март 717 – 18. јун 741 (24 године, 2 месеца и 24 дана)                                        | Генерал; свргнуо Теодосија III. | око 685 – 18. јуна 741. године (старости 56) Завршена муслиманска експанзија у Анадолији. Умро од водене болести.              |
| coin    | Константин V "Копроним" Κωνσταντῖνος | 18. јун 741. – 14. септембар 775. године (34 године, 2 месеца и 27 дана)                          | Син Лава III; ко-цар од 31. марта 720. године | 718 – 14. септембар 775. године (старости 57) Умро од грознице.                                                                |
| coin    | Артавазд ( ) Ἀρτάβασδος              | јуна 741. – 2. новембра 743. године (2 године и 5 месеци) са Нићифором, сином Артавазда (741–743) | Муж Ане, ћерке Лава III. Побунио се против Константина V и кратко владао у Цариграду.                                                                      | Непознати животни век Збачен и ослепљен од стране Константина V, пребачен у манастир где је умро природном смрћу.              |
| coin    | Лав IV "Хазар" Λέων                  | 14. септембар 775. – 8. септембар 780. године (4 године, 11 месеци и 25 дана)                     | Син Константина V; ко-цар од 6. јуна 751. године. | 25. јануар 750 – 8. септембар 780 (стар 30) Умро од грознице.                                                                  |
| coin    | Константин VI Κωνσταντῖνος           | 8. септембар 780 – 19. август 797 (16 година, 11 месеци и 11 дана)                                | Син Лава IV; ко-цар од 14. априла 776. године. | 14. јануара 771. – пре 805. године (млађи од 34) Последњи цар који је признат на Западу. Ирена свргнута, ослепљена и прогнана. |
| coin    | Ирина Εἰρήνη                         | 19. август 797 – 31. октобар 802 (5 година, 2 месеца и 12 дана)                                   | Удовица Лава IV и бивши регент Константина VI. Постала сувладарица 792. Збацила и ослепила свог сина Константина 797, поставши прва жена владарка царства. | c. 752 – 9 August 803 (стара око 51) Смењена од Никифора I и прогнана на Лезбос, где је умрла природном смрћу.                 |

### Нићифорска династија (802–813)
| Портрет            | Име                            | Владавина | Сукцесија                                                                      | Животни детаљи |
| ------------------ | ------------------------------ | --- | ------------------------------------------------------------------------------ | --- |
| miniature portrait | Нићифор I ,,логотет" Νικηφόρος | 31. октобар 802 – 26. јул 811 (8 година, 8 месеци и 26 дана)                                                             | Судски службеник; проглашен за цара насупрот Ирини.                            | око 760 – 26. јула 811. године (око 51) Погинуо у бици код Плиске.                                                                       |
| coin               | Ставракије Σταυράκιος          | 28. јул – 2. октобар 811 (2 месеца и 4 дана)                                                                             | Син Нићифора I; ко-цар од 25. децембра 803. За цара проглашен после смрти оца. | 790-их – 11. јануара 812. године (у касним тинејџерским годинама) Рањен код Плиске; абдицирао у корист Михаила I и замонашио се.         |
| miniature portrait | Михаило I "Рангабе" Μιχαὴλ     | 2. октобар 811 – 11. јул 813 (1 година, 9 месеци и 9 дана) са Теофилактом and Стравикијем, синовима Михаиловим (811–813) | Муж Прокопије, кћери Нићифора I.                                               | око 770 – 11. јануара 844. године (око 74) Абдицирао је 813. у корист Лава V након пораза у бици код Версиникије и повукао се као монах. |
|                    |                                | |                                                                                | |
| miniature portrait | Лав V "Јерменин" Λέων          | 11. јул 813 – 25. децембар 820 (7 година, 5 месеци и 14 дана) са Констанином (813–820)                                   | Генерал; проглашен за цара после битке код Версиникије.                        | око 775 – 25. децембар 820. године (старости око 45) Убијен док је био у цркви од присталица Михаила II.                                 |

### Аморијска (Фригијска) династије (820–867)
| Портрет            | Име                           | Владавина                                                                                     | Сукцесија | Животни детаљи |
| ------------------ | ----------------------------- | --------------------------------------------------------------------------------------------- | --- | --- |
| miniature portrait | Михаило II "Аморијац" Μιχαὴλ  | 25. децембар 820 – 2. октобар 829 (8 година, 9 месеци и 7 дана)                               | Генерал осуђен на погубљење од стране Лава V; проглашен за цара од стране убица Лава V и крунисан од патријарха Теодота I истог дана | око 770 – 2. октобра 829. године (стар око 59) Видео је почетак муслиманског освајања Сицилије. Умро од отказивања бубрега. |
| miniature portrait | Теофило Θεόφιλος              | 2. октобар 829 – 20. јануар 842 (12 година, 3 месеца и 18 дана) са Константином (око 834–835) | Син Михаила II; ко-цар од 12. маја 821. године                                                                                       | 812/813 – 20. јануара 842. године (старост 30) Умро од дизентерије.                                                         |
| miniature portrait | Теодора (§) Θεοδώρα           | 20. јануар 842 – 15. март 856 (14 година, 1 месец и 24 дана) са Теклом (842–856)              | Удовица Теофилова; владарка за време малолетства њиховог сина Михаила III.                                                           | c. 815 – c. 867 (старости око 52) Смењен од стране Михаила III 856. године, касније је умро природном смрћу.                |
| miniature portrait | Михаило III "Пијаница" Μιχαὴλ | 20. јануар 842 – 24. септембар 867 (25 година, 8 месеци и 4 дана)                             | Син Теофилов; ко-цар од 16. маја 840. Владао под регентством своје мајке до 15. марта 856.                                           | 19. јануар 840 – 24. септембар 867 (старости 27) Најмлађи цар. Убијен од стране Василија I и његових присталица.            |

### Македонска династија (867–1056)
| Портрет                            | Име                                            | Владавина | Сукцесија | Животни детаљи |
| ---------------------------------- | ---------------------------------------------- | --- | --- | --- |
| miniature portrait                 | Василије I "Македонац" Βασίλειος               | 24. септембар 867 – 29. август 886 (18 година, 11 месеци и 5 дана) са Константином (868–879)                                  | Генерал; проглашен ко-царом од стране Михаила III 26. маја 866. и постао виши цар након Михаиловог убиства                                                                                        | 811, 830 или 836 – 29. август 886. године (старости 50, 56 или 75) Заузео Бари 876. и Таранто 880. Погинуо након несреће у лову.                                              |
| mosaic                             | Лав VI "Мудри" Λέων                            | 29. август 886 – 11. мај 912 (25 година, 8 месеци и 12 дана)                                                                  | Син Василија I или ванбрачни син Михаила III; крунисан за суцара 6. јануара 870. године | 19. септембар 866 – 11. мај 912 (старости 45) Освојио је јужну Италију, али је изгубио остатке Сицилије 902. Умро је од цревне болести                                        |
| mosaic                             | Александар Αλέξανδρος                          | 11. маја 912 – 6. јуна 913 (1 година и 26 дана)                                                                               | Син Василија I; коцар од септембра или октобра 879. године | 23. новембар 870 – 6. јун 913 (старости 42) Умро од болести, вероватно од рака тестиса.                                                                                       |
| carved portrait                    | Константин VII Порфирогенит Κωνσταντῖνος       | 6. јун 913 – 9. новембар 959 (46 година, 5 месеци и 3 дана)                                                                   | Син Лава VI; ко-цар од 15. маја 908. Узастопно доминирали регенти и ко-цареви до 27. јануара 945, када је свргнуо синове Романа I.                                                                | 17/18. маја 905 – 9. новембра 959. године (старости 54) Видео је почетак обнове експанзије на Истоку против Арапа. Упамћен по бројним списима. Умро природном смрћу.          |
| seal                               | Роман I Лакапин Ῥωμανὸς                        | 17. децембар 920. – 20. децембар 944. године (24 године и 3 дана) са Христофером (921–931), Стефаном и Константином (924–945) | Збацио је регентство Константина VII, оженио га његовом ћерком Хеленом и постао виши ко-цар. Поставио је неколико синова за ко-цареве да би обуздао ауторитет Константина VII.                    | око 870 – 15. јуна 948. године (старости око 78) Збацили су га синови Стефан и Константин. Умро природном смрћу у изгнанству као монах.                                       |
| carved portrait                    | Роман II Ῥωμανὸς                               | 9. новембар 959 – 15. март 963 (3 године, 4 месеца и 6 дана)                                                                  | Син Константина VII и унук Романа I; ко-цар од 6. априла 945. године | 938 – 15. март 963 (старости 24/25) Поново освојио Крит 961. Умро је од исцрпљености у лову.                                                                                  |
| miniature portrait                 | Нићифор II Фока Νικηφόρος                      | 16. август 963 – 11. децембар 969 (6 година, 3 месеца и 25 дана)                                                              | Генерал; проглашен за цара 2. јула 963. против непопуларног Јосифа Брингаса (регента за младе синове Романа II), ушао је у Цариград 16. августа 963. године. Ожењен Теофаном, удовицом Романа II. | ц. 912 – 11. децембар 969. године (старости 57) Освојена Киликија и Антиохија. Убијен у завери у којој су учествовали његови бивши присталице (укључујући Јована I) и Теофана |
| miniature portrait                 | Јован I Цимискије Ἰωάννης                      | 11. децембар 969 – 10. јануар 976 (6 година и 30 дана)                                                                        | Нећак Никифора II, заузео је његово место као виши ко-цар | c. 925 – 10. јануар 976 (старости 50) Поново освојена Источна Тракија од Првог бугарског царства. Вероватно отрован од Василија Лекапеноса.                                   |
| miniature portrait                 | Василије II "Бугароубица" Βασίλειος            | 10. јануар 976 – 15. децембар 1025 (49 година, 11 месеци и 5 дана)                                                            | Син Романа II; ко-цар од 22. априла 960., кратко је владао као старији цар у марту и августу 963. године. Наследио је као старији цар после смрти Јована I.                                       | 958 – 15. децембар 1025. године (старости 67) Најдуже владајући цар; најпознатији по свом поновном освајању Бугарске. Умро природном смрћу                                    |
| miniature portrait                 | Константин VIII Κωνσταντῖνος                   | 15. децембар 1025 – 12. новембар 1028 (2 године, 10 месеци и 28 дана)                                                         | Син Романа II и брат Василија II; ко-цар од 30. марта 962. године | 960 – 12. новембар 1028 (старости 68) Де јуре најдуже владајући цар. Умро природном смрћу.                                                                                    |
| miniature portrait                 | Роман III Аргир Ῥωμανὸς                        | 12. новембар 1028 – 11. април 1034 (5 година, 4 месеца и 30 дана)                                                             | Муж Зоје, ћерке Константина VIII. | ц. 968. – 11. априла 1034. године (старости 66) Привремено је поново освојио Едесу 1031. Вероватно се удавио по Зојином наређењу.                                             |
| miniature portrait                 | Михаило IV "Пафлагонац" Μιχαὴλ                 | 12. април 1034 – 10. децембар 1041 (7 година, 7 месеци и 28 дана)                                                             | Љубавник Зое, постављен за цара након њиховог брака након смрти Романа III. | ц. 1010 – 10. децембар 1041. године (старости 31) Умро од епилепсије |
| miniature portrait                 | Михаило V "Калафат" Μιχαὴλ                     | 13. децембар 1041 – 21. април 1042 (4 месеца и 8 дана)                                                                        | Нећак и именовани наследник Михаила IV, кога је Зоја прогласила за цара три дана након смрти Михаила IV.                                                                                          | c. 1015 – непознато Збачен у народном устанку након покушаја да се Зоји макне са стране, ослепљен и приморан да постане монах                                                 |
| mosaic                             | Зоја Порфирогенит Ζωή                          | 21. април – 11. јун 1042 (1 месец и 21 дан)                                                                                   | Ћерка Константина VIII и удовица Романа III и Михаила IV. Владала је самостално од свргавања Михаила V до удаје за Константина IX.                                                                | c. 978 – 1050 (старости 72) Умро природном смрћу |
| Portrait from the Monomachos crown | Теодора Порфирогенит Θεοδώρα                   | 21. април – 11. јун 1042 (1 месец и 21 дан)                                                                                   | Ћерка Константина VIII и сестра Зое, проглашена за суцарицу током побуне која је збацила Михаила V.                                                                                               | ц. 980 – 31. август 1056. године (старости 76) Забачен након Зојиног брака са Константином IX, враћен на престо 1055.                                                         |
| mosaic                             | Константин IX Мономах Κωνσταντῖνος Μονομάχος   | 11. јун 1042 – 11. јануар 1055 (12 година и 7 месеци)                                                                         | Муж Зоје, крунисан дан након њиховог венчања. | ц. 1006. – 11. јануара 1055. године (старости 49) Умро природном смрћу |
| Portrait from the Monomachos crown | Теодора Порфирогенит Θεοδώρα (друга владавина) | 11. јануар 1055 – 31. август 1056 (1 година, 7 месеци и 20 дана)                                                              | Поново је преузела престо после смрти Константина IX као последњи живи члан македонске династије.                                                                                                 | ц. 980 – 31. август 1056. године (старости 76) Умрла природном смрћу. |
|                                    |                                                | | | |
| coin                               | Михаило VI "Стратиотик" Μιχαήλ                 | 22. август 1056 – 30. август 1057 (1 година и 8 дана)                                                                         | Теодора га прогласила за цара на самрти. | 980s/990-их – c. 1057 (у шездесетим) Збачен у побуни, повучен у манастир и убрзо након тога умро.                                                                             |
| coin                               | Исак I Комнин Ἰσαάκιος Κομνηνός                | 1. септембар 1057 – 22. новембар 1059 (2 године, 2 месеца и 21 дан)                                                           | Генерал, проглашен за цара 8. јуна 1057. у супротности са Михаилом VI. | c. 1007 – 31. мај/1. јун 1060 (старости око 53) Абдицирао Константину X у корист због болести и непријатељских дворјана, замонашио се.                                        |

### Династија Дука (1059–1078)
| Портрет                                 | Име                                                 | Владавина                                                                                                   | Сукцесија | Животни детаљи |
| --------------------------------------- | --------------------------------------------------- | --- | --- | --- |
| miniature portrait                      | Константин X Дука Κωνσταντῖνος Δούκας               | 23. новембар 1059 – 23. мај 1067 (7 година и 6 месеци)                                                      | Исак I Комнин га је одредио за цара током његове абдикације | око 1006 – 23. мај 1067 (старости 61) Изгубио је скоро све италијанске територије од Нормана. Умро природном смрћу.                                                         |
| miniature portrait                      | Евдокија Макремволитиса Εὐδοκία Μακρεμβολίτισσα (§) | 23. мај – 31. децембар 1067 (7 месеци и 8 дана)                                                             | Удовица Константина X; владарка у своје право у име њихових синова до њеног брака са Романом IV. Накратко је наставила своје регентство у септембру 1071.         | c. 1030 – после 1078 Замонашила се у новембру 1071. и касније умрла природном смрћу.                                                                                        |
| coin                                    | Роман IV Диоген Ῥωμανὸς Διογένης                    | 1. јануар 1068 – 26. август 1071 (3 године, 7 месеци и 25 дана) са Лавом и Никифором Диогеном (око 1070–71) | Муж Евдокије. Регент и виши ко-цар заједно са децом Константина Кс и Еудокије                                                                                     | c. 1032 – 4 August 1072 (старости 40) Заробљен у Манцикерту од стране Турака Селџука. Након што га је 29. јуна 1072. ослепио Јован Дука, касније умро од рана.              |
| portrait from the Holy Crown of Hungary | Михаило VII Дука "Parapinakes" Μιχαὴλ Δούκας        | 1. октобар 1071 – 24/31 март 1078 (6 година, 5 месеци и 23/30 дана)                                         | Син Константина X; постао савладар 1060. са Евдокијом и Романом IV. Проглашен је јединим царем након Романовог пораза у бици код Манцикерта                       | c. 1050 – c. 1090 (старости 40) Изгубио је скоро целу Анадолију од Турака. Принуђен да се замонаши након народног устанка. Умро је природном смрћу неколико година касније. |
|                                         |                                                     | | | |
| miniature portrait                      | Нићифор III Вотанијат Νικηφόρος Βοτανειάτης         | 3. април 1078 – 1. април 1081 (2 године, 11 месеци и 29 дана)                                               | Генерал; побунио се против Михаила VII 2. јула или 2. октобра 1077. и ушао у Цариград 27. марта или 3. априла. Ожењен Маријом Аланском, бившом женом Михаила VII. | 1001/1002 – c. 1081 (старости 80) Абдицирао након што је Алексије I заузео Константинопољ, замонашио се и умро природном смрћу, вероватно касније исте године.              |

### Династија Комнина (1081–1185)
| Портрет            | Име                                               | Владавина | Сукцесија | Животни детаљи |
| ------------------ | ------------------------------------------------- | --- | --- | --- |
| miniature portrait | Алексије I Комнин Ἀλέξιος Κομνηνός                | 1. април 1081 – 15. август 1118 (37 година, 4 месеца и 14 дана) са Константином Дуком (1081–1087; 2. владавина) | Нећак Исака I, такође муж Ирене Дукаине, унуке нећаке Константина X. Генерала; побунио се против Никифора III 14. фебруара 1081. Заузео Константинопољ 1. априла; крунисан 4. априла. | око 1057 – 15. августа 1118. године (старости 61) Започели су крсташки ратови и освајање Анадолије. Умро природном смрћу. |
| mosaic             | Јован II Комнин "Добри" Ἰωάννης Κομνηνός          | 15. август 1118 – 8. април 1143 (24 године, 7 месеци и 24 дана) са Алексијем Комнином (1119–1142)               | Син Алексија I, ко-цар од око септембра 1092. године | 13 September 1087 – 8 April 1143 (старости 55) Поново је освојио већи део Анадолије до своје смрти. Умро је од повреда задобијених у несрећи у лову, вероватно убијен (можда у вези Рејмонда од Поатјеа или присталица Мануела I) |
| miniature portrait | Манојло I Комнин "Велики" Μανουὴλ Κομνηνός        | 8. април 1143 – 24. септембар 1180 (37 година, 5 месеци и 16 дана)                                              | Најмлађи син и наводно наследник Јована II на самрти, крунисан у новембру 1143. након неколико месеци утврђивања својих права                                                         | 28. новембар 1118 – 24. септембар 1180 (старости 61) Последњи цар који је покушао реконквисте на западу. Умро природном смрћу. |
| miniature portrait | Алексије II Комнин Ἀλέξιος Κομνηνός               | 24. септембар 1180 – в. септембра 1183. године (3 година)                                                       | Син Мануела I; ко-цар од 1171 | 14. септембар 1169 – в. септембра 1183. године (старости 14) Задављен по наређењу Андроника I, тело бачено у море |
| miniature portrait | Андроник I Комнин "Misophaes" Ἀνδρόνικος Κομνηνός | ц. септембра 1183. – 12. септембра 1185. године (2 година) са Јованом Комнином (1183–1185)                      | Син Исака Комнена, сина Алексија I. Збацио је регентство Алексија II у априлу 1182, крунисан за ко-цара 1183, а недуго затим је Алексије II убијен                                    | ц. 1118/1120 – 12. септембра 1185. године (старости 64–67) Збачен од стране Исака II, мучен и осакаћен у царској палати, затим полако жив раскомадан од стране руље на хиподрому.                                                 |

### Династија Анђела (1185–1204)
| Портрет            | Име                                                    | Владавина                                                         | Сукцесија | Животни детаљи |
| ------------------ | ------------------------------------------------------ | ----------------------------------------------------------------- | --- | --- |
| miniature portrait | Исак II Анђел Ἰσαάκιος Κομνηνός Ἄγγελος                | 12. септембар 1185 – 8. април 1195 (9 година, 6 месеци и 27 дана) | Праунук Алексија I. Одупро се наређењу о хапшењу које је издао Андроник I, након чега су га Константинопољци прогласили за цара. Ухваћен и убио Андроника I. | око 1156 – јануара 1204 (старости 47) Претрпео губитак Бугарске. Збачен и ослепљен од стране Алексија III 1195. године, поново инсталиран 1203.                                                |
| miniature portrait | Алексије III Анђел Ἀλέξιος Κομνηνός                    | 8. април 1195 – 17/18 јул 1203 (8 година, 3 месеца и 10 дана)     | Старији брат Исака II, свргнуо је и ослепео свог брата | c. 1156 – 1211/1212 (старости 58) Побегао је после кратког отпора против Четвртог крсташког рата. Умро је природном смрћу након што га је Теодор I заробио и натерао да се замонаши.           |
| miniature portrait | Алексије IV Анђел Ἀλέξιος Ἄγγελος                      | 19. јул 1203 – 27. јануар 1204 (6 месеци и 8 дана)                | Син Исака II, збацио је Алексија III уз помоћ крсташа у оквиру Четвртог крсташког рата, затим именован за ко-цара заједно са својим заслепљеним оцем.        | око 1182/1183 – око 8. фебруар 1204 (старости 21) Алексије V је свргнуо и затворио, а затим задавио у затвору                                                                                  |
| miniature portrait | Исак II Анђел Ἰσαάκιος Κομνηνός Ἄγγελος (second reign) | 19. јул 1203 – 27. јануар 1204 (6 месеци и 8 дана)                | Ослободјен од затвора током Четвртог крсташког рата од стране дворјана и враћен на место владара након што је Алексије III напустио одбрану Цариграда.       | ц. 1156 – јануар 1204 (старости 47) Постао је сенилан или дементан и умро природном смрћу мало пре пуча брата Алексија V.                                                                      |
|                    |                                                        |                                                                   | | |
| miniature portrait | Алексије V Дука "Мурзуфул" Ἀλέξιος Δούκας              | 27/28. јануар – 12. април 1204. године (2 месеца и 16 дана)       | Преузео власт државним ударом у палати. | ц. 1139 – ц. Крајем новембра 1204 (старости 65) Побегао приликом пљачке Цариграда. Ослепљен од Алексија III, касније заробљен од стране крсташа Тјерија де Луса и бачен са Теодосијевог стуба. |

### Династија Ласкариса (1205–1261)
Напомена: Римска власт у Цариграду прекинута је заузимањем и пљачком града од стране крсташа 1204. године, што је довело до успостављања Франкократије. Иако су крсташи створили нову линију латинских царева у граду, савремени историчари препознају лозу царева из династије Ласкарис, која је владала у Никеји, као легитимне римске цареве током овог периода, јер је Никејско царство на крају преузело Константинопољ. За друге лозе царева, погледајте Списак трапезунтских царева.
| Портрет            | Име                                          | Владавина                                                                            | Сукцесија | Животни детаљи |
| ------------------ | -------------------------------------------- | ------------------------------------------------------------------------------------ | --- | --- |
| miniature portrait | Теодор I Ласкарис Θεόδωρος Κομνηνὸς Λάσκαρις | око маја 1205 – новембра 1221 (16 година и 6 месеци) са Николом Ласкарис (1208–1210) | Муж Ане Комнене Ангелине, ћерке Алексија III. Организовао отпор Латинском царству у Никеји и проглашен за цара 1205. после битке код Адријанопоља; крунисан од патријарха Михаила IV 6. априла 1208. године. | ц. 1174 – новембар 1221 (старости 47) Умро природном смрћу. |
| miniature portrait | Јован III Ватац Ἰωάννης Δούκας Βατάτζης      | ц. децембра 1221 – 3. новембра 1254. године (32 године и 11 месеци)                  | Муж Ирене Ласкарине, ћерке Теодора I. | ц. 1192 – 3. новембар 1254 (старости 62) Започео никејски експанзионизам. Умро природном смрћу                                                                  |
| miniature portrait | Теодор II Ласкарис Θεόδωρος Δούκας Λάσκαρις  | 3. новембар 1254 – 16. август 1258 (3 године, 9 месеци и 13 дана)                    | Син Јована III и унук Теодора I, ко-цар од око 1235. | новембар 1221 – 16. август 1258 (старости 36) Умро од епилепсије                                                                                                |
| miniature portrait | Јован IV Ласкарис Ἰωάννης Δούκας Λάσκαρις    | 16. август 1258 – 25. децембар 1261 (3 године, 4 месеца и 9 дана)                    | Син и савладар Теодора II. | 25. децембар 1250 – в. 1305 (старости 55) Ослепљен, свргнут и затворен од стране Михаила VIII Палеолога 1261, умро је у заточеништву неколико деценија касније. |

### Династија Палеолога (1259–1453)
| Портрет            | Име                                                                    | Владавина | Сукцесија | Животни детаљи |
| ------------------ | ---------------------------------------------------------------------- | --- | --- | --- |
| miniature portrait | Михаило VIII Палеолог Μιχαὴλ Δούκας Ἄγγελος Κομνηνὸς Παλαιολόγος       | 1. јануар 1259 – 11. децембар 1282 (23 године, 11 месеци и 10 дана) | Праунук Алексија III; постао регент за Јована IV 1258. и крунисан за ко-цара 1259. Повратио је Константинопољ 25. јула 1261, ушао у град 15. августа. Постао је једини владар након што је 25. децембра збацио Јована IV.                                        | 1224/1225 – 11. децембра 1282. године (старости 57/58) Умро од дизентерије. |
| miniature portrait | Андроник II Палеолог Ἀνδρόνικος Δούκας Ἄγγελος Κομνηνὸς Παλαιολόγος    | 11. децембар 1282 – 24. мај 1328 (45 година, 5 месеци и 13 дана) | Син Михаила VIII; именован за суцара убрзо након 1261. године, крунисан 8. новембра 1272. | 25. март 1259 – 13. фебруар 1332 (старости 72) Збацио га је његов унук Андроник III 1328. и постао монах, умро природном смрћу четири године касније. |
| miniature portrait | Михаило IX Палеолог (§) Μιχαὴλ Δούκας Ἄγγελος Κομνηνὸς Παλαιολόγος     | 21. мај 1294 – 12. октобар 1320 (26 година, 4 месеца и 21 дан) | Син и савладар Андроника II, именован за савладара 1281. године, крунисан 21. маја 1294. | 17. април 1277/1278 – 12. октобар 1320 (старости 42/43) Наводно умро од туге због случајног убиства свог другог сина, вероватно природном смрћу. |
| miniature portrait | Андроник III Палеолог Ἀνδρόνικος Δούκας Ἄγγελος Κομνηνός Παλαιολόγος   | 24. мај 1328 – 15. јун 1341 (13 година и 22 дана) | Син Михаила IX, именован за ко-цара између 1308. и 1313. Борио се са својим дедом Андроником II за власт од априла 1321. надаље. Крунисан за цара 2. фебруара 1325, постао је једини цар након свргавања Андроника II.                                           | 25. март 1297 – 15. јун 1341 (старости 44) Последњи цар који је ефикасно контролисао Грчку. Умро је од изненадне болести, вероватно од маларије. |
| miniature portrait | Јован V Палеолог Ίωάννης Κομνηνός Παλαιολόγος                          | 15. јун 1341 – 16. фебруар 1391 (49 година, 8 месеци и 1 дан) Детаљи - - 15. јун 1341 – 12. август 1376 (35 година, 1 месец и 28 дана) - 1. јул 1379 – 14. април 1390 (10 година, 9 месеци и 13 дана) - 17. септембар 1390 – 16. фебруар 1391 (4 месеца и 30 дана) | Син Андроника III, који није формално крунисан све до 19. новембра 1341. У њему су доминирали регенти до 1354, суочен је са бројним узурпацијама и грађанским ратовима током своје дуге владавине.                                                               | 18. јун 1332 – 16. фебруар 1391 (старости 58) Владао скоро 50 година, али је имао ефективну власт само 33. Изгубио је скоро све територије изван Цариграда. Умро природном смрћу.                                                                                   |
| miniature portrait | Јован VI Кантакузин Ἰωάννης Ἄγγελος Κομνηνὸς Παλαιολόγος Καντακουζηνός | 8. фебруар 1347 – 10. децембар 1354 (7 година, 10 месеци и 2 дана) са Матијом Кантакузином (1353–1357) | Повезан са Палеологима преко своје мајке. Проглашен од стране војске 26. октобра 1341, постао је регент и виши ко-император после дуготрајног грађанског рата са мајком Јована V, Аном Савојском. Ушао је у Цариград 8. фебруара, крунисан 21. маја 1347. године | око 1295 – 15. јуна 1383 (старости 88) Збацио Јованa V у још једном грађанском рату и пензионисан, поставши монах. Умро је природном смрћу неколико деценија касније.                                                                                               |
| miniature portrait | Андроник IV Палеолог Ἀνδρόνικος Κομνηνός Παλαιολόγος                   | 12. август 1376 – 1. јул 1379 (2 године, 10 месеци и 19 дана) Мај 1381 – јун 1385 (4 године, у Селимбрији) | Син Јована V и унук Јована VI; именован за ко-цара и наследника 1352, али затворен и делимично ослепљен после неуспеле побуне у мају 1373. Поново се побунио и успешно свргнуо свог оца 1376; није званично крунисан све до 18. октобра 1377. године             | 11. април 1348 – 25/28 јун 1385 (старости 37) Смењен од стране Јована V 1379; побегао је у Галату у егзилу, али је враћен као ко-цар и наследник у мају 1381, владајући Селимбријом и обалом Мрамором. Поново се побунио у јуну 1385, али је убрзо након тога умро. |
| miniature portrait | Јован VII Палеолог Ίωάννης Παλαιολόγος                                 | 14. април – 17. септембар 1390 (5 месеци и 3 дана) крајем 1403 – 22. септембра 1408 (5 година, у Солуну) са Андроником V (1403–1407) | Син Андроника IV, коцар од 1377; узурпирао престо од Јована V 1390. Смењен убрзо након тога, али му је Манојло II доделио Солун 1403, одакле је поново владао као цар до своје смрти                                                                             | 1370 – 22. септембар 1408 (старости 38) Владао је Константинополом као регент 1399–1403 током одсуства Манојла II. Умро природном смрћу. |
| miniature portrait | Манојло II Палеолог Μανουὴλ Παλαιολόγος                                | 16. фебруар 1391 – 21. јул 1425 (34 године, 4 месеца и 5 дана) | Син Јована V и унук Јована VI; коцар од 25. септембра 1373. године | 27. јун 1350 – 21. јул 1425 (старости 74) Доживео је мождани удар 1422. године, након чега је владом управљао његов син Јован VIII. Умро природном смрћу. |
| miniature portrait | Јован VIII Палеолог Ίωάννης Παλαιολόγος                                | 21. јул 1425 – 31. октобар 1448 (23 године, 4 месеца и 10 дана) | Син Манојла II; ко-цар до 1407. и пуноправни цар од 19. јануара 1421. године | 18. децембар 1392 – 31. октобар 1448 (старости 55) Умро природном смрћу. |
| miniature portrait | Константин XI Палеолог Драгаш Κωνσταντῖνος Δραγάσης Παλαιολόγος        | 6. јануар 1449 – 29. мај 1453 (4 године, 4 месеца и 23 дана) | Син Манојла II и омиљени наследник његовог брата Јована VIII. Крунисан за цара у Мистри 6. јануара 1449. године, ушао је у Цариград 12. марта. | 8. фебруар 1405 – 29. мај 1453 (старости 48) Последњи римски цар. Погинуо у бици при паду Цариграда. |

## Друге претензије на римску царску титулу
| Субјект                         | Опис |
| ------------------------------- | --- |
| Римски узурпатори (списак)      | Римски узурпатори су били појединци или групе појединаца који су добили или покушали да добију власт силом и без легитимног законског овлашћења. Узурпација је била ендемска током римске царске ере, посебно од кризе трећег века па надаље, када је политичка нестабилност постала правило. Један број појединаца прогласио се за цара (или је проглашен или именован за цара), али се не сматра легитимним царем јер нису збацили владајућег цара, или нису успоставили контролу над целим царством, или их није прихватио сенат или друге царске колеге. |
| Византијски узурпатори (списак) | Римски узурпатори су били појединци или групе појединаца који су добили или покушали да добију власт силом и без легитимног законског овлашћења. Узурпација је била ендемска током римске царске ере, посебно од кризе трећег века па надаље, када је политичка нестабилност постала правило. Један број појединаца прогласио се за цара (или је проглашен или именован за цара), али се не сматра легитимним царем јер нису збацили владајућег цара, или нису успоставили контролу над целим царством, или их није прихватио сенат или друге царске колеге. |
| Свети римски цареви (списак)    | Цар Светог римског царства је био владар и шеф државе Светог римског царства. Карла Великог је папа Лав III крунисао за imperator romanorum („Императора Римљана“) 800. године нове ере. Тиме је папа одбацио легитимитет царице Ирине. Византинци никада нису признали свете римске цареве као „римске цареве“ и називали су их „царем (или краљем) Франака“, за њих само византијски сенат (наследник римског сената) и/или византијска војска (наследник римска војска) имала је право да именује новог римског цара. Исто тако, Западни Европљани нису признавали легитимитет византијских царева и називали су их „царем Грка“ или „Цариградским царом“. Такође погледајте: Проблем два цара. |
| Латински цареви (списак)        | Латински цар је био владар Латинског царства, историографске конвенције за краљевство крсташа, успостављене у Константинопољу после Четвртог крсташког рата (1204) и трајале су све док град нису повратили византијски Грци 1261. Царство, чије је званично име било Imperium Romaniae, полагало је право на директно наслеђе Источног римског царства, којем су крсташи заузели и поделили већину својих земаља. Ову тврдњу, међутим, оспориле су византијске грчке државе наследнице, Никејско царство, Трапезунтско царство и Епирска деспотовина. Од ове три државе, Никејци су успели 1261. да изместе латинске цареве и поврате Византијско царство. |
| Трапезунтски цареви (списак)    | Трапезунтски цареви били су владари Трапезунтског царства, једне од држава наследница Византијског царства основаног после Четвртог крсташког рата 1204. године, све до његовог пада под Отоманско царство 1461. Владари Трапезунта су себе називали Megas Komnenos – као њихове колеге у друге две византијске државе наследнице, Никејском царству и Епирској деспотовини – у почетку су тврдили да су превласт као „цар и аутократа Римљана“. Међутим, након што је Михаило VIII Палеолог из Никеје поново заузео Константинопољ 1261. године, комнинска употреба стила „Цар“ постала је болна тачка. Септембра 1282. у Цариграду се Јован II Трапезундски одрекао свог права и прихватио титулу деспота. Његови наследници су користили варијанту царске титуле, „Цар и аутократа целог Истока, Ибера и Трансморских провинција“ до краја Царства 1461. |
| Солунски цареви (списак)        | Цареви Солуна били су владари Солунског царства, историографски термин који се односи на краткотрајну државу са средиштем у граду Солуну између 1224. и 1246. (sensu stricto до 1242.) и којом су владали Анђели из Епира. |
| Епирски деспоти (списак)        | Епирски деспот је био владар Епирске деспотовине, једне од држава наследница Византијског царства након Четвртог крсташког рата. Назив „Епирска деспотовина” и титула „Епирски деспот” су савремени историографски називи, и нису их користили сами деспоти. Неки владари су користили верзију „деспот Румуније“ (Румунија се у суштини односила на територије Римског царства, тј. Византије) или „деспот Римљана“ (потражујући власт над Римљанима, тј. Византинцима/Грцима). |
| Османски султани (списак)       | На основу концепта права освајања, султани Османског царства су тврдили да су легитимни римски цареви, у сукцесији византијских царева који су раније владали из Константинопоља. Ову тврдњу је признао исламски свет, али је никада нису признали западни Европљани. Види Османско право на римско наслеђе. |
| Краљеви Француске (списак)      | Андрија Палеолог је продао титулу 'цариградског цара', тј. Византијског цара, француском Шарлу VIII 1494. Пошто је продаја била условљена тиме да Шарл освоји Мореју и да је Андреасу. Између осталих услова, Андреас је сматрао да је продаја поништена након смрти Шарла VIII 1498. године, и тако је од тог тренутка поново преузео титулу. Упркос томе, краљеви Француске после Шарла VIII – Луј XII, Франсоа I, Анри II Валоа и Франсоа II – такође су наставили да користе царске титуле и почасти. Слика Луја XII на његовом гробу приказује га како носи царску круну, а не краљевску. Када су, на крају безуспешно, прављени планови за крсташки рат 1517, прочуло се да је изабрани кандидат папе Лава X за место цара Константинопоља био Франсоа I од Француске.. Франсоа I је јавно истакао своју тврдњу да је цар Цариграда још 1532. Све до Шарла IX 1566. године, царска тврдња није коначно окончана кроз правила застарелости као директан резултат одсуства или неупотребе. Шарл IX је писао да царска византијска титула „није еминентнија од краљевске, која боље и слађе звучи". |